# Перуашев, Азат Турлыбекулы
Азат Турлыбекович Перуашев   (каз. Азат Тұрлыбекұлы Перуашев; 8 сентября 1967, Кордайский район, Жамбылская область, КазССР) — казахстанский государственный деятель, депутат Мажилиса Парламента РК, председатель Демократической партии Казахстана «Ак жол».

## Биография
Происходит из рода канжыгалы племени аргын. С 1986 по 1988 годы — служба в рядах Советской Армии. В 1991 году окончил Уральский государственный университет им. М. Горького по специальности политолог. В 1996 году Национальная высшая школа государственного управления при Президенте РК по специальности менеджер государственного управления. В 2000 году — Жетысуский экономический институт по специальности экономист-менеджер. В 2015 году -  докторантуру РАНХГиС, доктор бизнес администрирование (DBA).
- С 1991 года — инструктор Панфиловского райкома Компартии Казахстана.
- С 1992 года — консультант, заведующий сектором Талдыкорганской областной администрации.
- С 1996 года — консультант, заведующий сектором Администрации Президента РК.
- С 1998 года — заместитель генерального директора АО «Алюминий Казахстана».
- С 1999 по 2006 — первый секретарь Центрального комитета Гражданской партии Казахстана.
- С 2001 по 2005 — вице-президент АО «Алюминий Казахстана». Во время президентских выборов 2005 года в Казахстане был доверенным лицом кандидата в президенты Нурсултана Назарбаева.[2]
- С 2006 по 2011 — председатель правления Национальной экономической палаты Казахстана «Союз «Атамекен», член бюро политсовета НДП «Нур Отан».
- С июля 2011 года — председатель демократической партии Казахстана «Ак Жол».
- С 20 января 2012 года – депутат Мажилиса Парламента Республики Казахстан пятого созыва, руководитель фракции Демократической партии Казахстана «Ак жол» в Мажилисе Парламента Республики Казахстан.

## Дополнительно
C 2002 года — кандидат политических наук. Тема кандидатской диссертации: «Институциализация политической партии в современном Казахстане».
C 2005 года — почетный профессор Южно-Казахстанского государственного университета им. М. Ауэзова и Талдыкорганского экономического института.
C 2006 года — почетный профессор Восточно-Казахстанского государственного университета им. С. Аманжолова.
Член исполнительного комитета Федерации бокса Казахстана.

## Публикации
«Институциализация политической партии в современном Казахстане» (2002)
«Политические дискуссии» (2005)
«Полемическая экономика» (2016) 
Сборник стихов «Живу в последний раз» (2005), а также более 100 публикаций в отечественной и зарубежной прессе, включая The Washington Times, The Washington Diplomat, Литературная Россия, The Kukmin Daily, The Ilio Seoul, РБК daily.
Воинское звание — старший сержант в запасе.
Владеет казахским, русским и английским языками.

## Награды и звания
- Орден «Достык» II степени (2001)
- Орден «Содружество» (Межпарламентская ассамблея СНГ, 2007)
- Орден «Барыс» III степени (2008)
- Орден «Барыс» II степени (2015)[3]
- Знак «Заслуженный работник АО «Алюминий Казахстана» (2005)
- Почётная грамота ЦК ЛКСМ Казахстана (1987).
- Лауреат премии молодых ученых советско-американского фонда «Культурная инициатива» (1991).
- Включен в американскую энциклопедию Who is Who of Professionals (2007).
- Заслуженный тренер РК (2008).
- Медаль «МПА СНГ. 25 лет» (27 марта 2017 года, Межпарламентская ассамблея СНГ) — за заслуги в деле развития и укрепления парламентаризма, за вклад в развитие и совершенствование правовых основ функционирования Содружества Независимых Государств, укрепление международных связей и межпарламентского сотрудничества[4]

## Личная жизнь
Женат, имеет четверых детей.